# برادران شرمن
برادران شرمن (انگلیسی: Sherman Brothers) یک گروه دونفرهٔ ترانه‌سرای آمریکایی بودند که تخصص‌شان، بیشتر در زمینهٔ فیلم‌های موزیکال بود. این زوج هنری متشکل از دو برادر با نام‌های رابرت بی. شرمن (۱۹ دسامبر ۱۹۲۵ – ۶ مارس ۲۰۱۲) و ریچارد ام. شرمن (زادهٔ ۱۲ ژوئن ۱۹۲۸) بود و برندهٔ جوایز متعددی در زمینهٔ نگارش ترانه‌های فیلم شده بودند.
از آثارِ مشهورِ این گروهِ هنری می‌توان به مری پاپینز، چیتی‌چیتی بنگ‌بنگ، کتاب جنگل، تختخواب سحرآمیز، تار شارلوت و گربه‌های اشرافی اشاره کرد.